# Xã Jackson, Quận Little River, Arkansas
Xã Jackson (tiếng Anh: Jackson Township) là một xã thuộc quận Little River, tiểu bang Arkansas, Hoa Kỳ. Năm 2010, dân số của xã này là 1.692 người.